# Myrmeleon circumcinctus
Myrmeleon circumcinctus är en insektsart som beskrevs av Bo Tjeder 1963. Myrmeleon circumcinctus ingår i släktet Myrmeleon och familjen myrlejonsländor. Inga underarter finns listade i Catalogue of Life.